# 盧堯臣
盧堯臣（16世紀—17世紀），字贊勳，號欽甫，湖廣黃州府黃安縣人，軍籍，明朝政治人物。

## 生平
盧堯臣年幼已經通曉五經，八歲能寫文章，十三歲入縣學，成年後就以《書經》中萬曆十年（1582年）湖廣鄉試舉人第六十三名，初次參加會試後回家，得知父親病重，因此哀毀骨立，父親死後撫愛幼弟；到三十八年（1610年）會試中式第二十四名，成三甲進士，獲授益都知縣。縣民龐好仁賄賂乞丐冒充工人殺害主讓其通姦，他審判後發現實情，令龐好仁抵罪，一時豪強都感到恐懼，四十年（1612年）他擔任山東鄉試同考官，解元、經魁皆出自他門下；很快盧堯臣致仕隱居，和生徒講學終老，七十五歲去世，著有《三不朽集》，入祀鄉賢祠。

## 家族
曾祖盧溉，祖父貢生盧大儒，父親盧廷箎，母親余氏。